# Verena Walter
Verena Walter (* 11. Mai 1981 in Iserlohn) ist eine deutsche Triathletin und Deutsche Meisterin im 50-km-Lauf (2005).

## Werdegang
Verena Walter startete in den Jugendjahren für die Leichtathletik-Abteilung des TV Deilinghofen und der LG Menden im heimischen Sauerland.
Nach einer längeren sportlichen Pause im Alter von 15 bis 18 Jahren kam der Wiedereinstieg in den Sport durch einen langsamen Beginn mit Dauerlauf: Zuerst beim Lauftreff Iserlohn und später wettkampforientiert beim Marathon-Club-Menden. In diese rein lauforientierte Zeit fiel die Teilnahme an dem 100-km-Lauf im schweizerischen Biel in 2003, den sie als Erste ihrer Altersklasse beendete.

### Deutsche Meisterin 50-km-Lauf 2005
2005 wurde sie beim 50-km-Lauf der DUV in Marburg Deutsche Meisterin.
Seit 2012 wird sie von Dr. Florian Hanakam, dem Leiter des Zentrums für Diagnostik und Intervention (ZeDi) an der Ruhr-Universität Bochum, trainiert. Im August 2012 wurde sie Zweite bei Deutschlands nördlichstem Langdistanz-Triathlon, dem Ostseeman in Glücksburg. In Wiesbaden wurde sie im August 2013 Vizeeuropameisterin in der AK 30–34 auf der Triathlon-Mitteldistanz. Im Juni 2014 wurde sie Elfte bei der Ironman-Europameisterschaft in Frankfurt am Main.

### Ironman-70.3-Siegerin (Mitteldistanz) 2016
Im Juni 2016 konnte sie den Bonn-Triathlon gewinnen, nachdem sie hier im Vorjahr nach einer knappen Entscheidung im Zielsprint Zweite geworden war. Bei den Ironman European Championships in Frankfurt am Main wurde sie im Juli Fünfte.
Auf Basis der seit August 2015 bei verschiedenen Ironman-Rennen erzielten Punkte im „Kona Points Ranking“ gehörte Verena Walter zum Stichtag (24. Juli 2016) zu den 28 besten Profi-Langdistanztriathletinnen der Ironman-Rennserie (neben den sogenannten „Automatic Qualifier“: fünf Sieger der Kontinentalmeisterschaften und die Sieger der letzten fünf Jahre) und wurde somit in der ersten Einladungsrunde zu der am 8. Oktober 2016 in Kailua-Kona auf Hawaii stattfindenden „Ironman World Championship“ eingeladen. Damit war sie zum fünften Mal für einen Startplatz nominiert – das erste Mal als Profiathletin – und sie belegte im Oktober als drittbeste deutsche Profiathletin den 27. Rang.

### Challenge-Siegerin (Langdistanz) 2017
Ende April 2017 konnte Verena Walter in Taitung bei der Challenge Taiwan ihren ersten Sieg auf einer Langdistanz erringen. 2016, 2017 und erneut 2018 konnte sie den Bonn-Triathlon für sich entscheiden.
Seit 2004 ist Verena Walter als Triathletin aktiv und seit 2014 startet sie als Profi-Triathletin. In den inzwischen absolvierten mehr als 20 Langdistanzen (3,8 km Schwimmen, 180 km Radfahren und 42,195 km Laufen) sind auch fünf Teilnahmen (2007, 2009, 2011, 2013, 2016) beim Ironman Hawaii (Ironman World Championship) enthalten.
Im Juni 2022 wurde die 41-Jährige in Hamburg Fünfte bei den Ironman European Championships.
Verena Walter ist auch als Mediengestalterin tätig und lebt in Iserlohn.

## Auszeichnungen
- 2008, 2013, 2014, 2015, 2016, 2017, 2018: „Sportlerin des Jahres“, Iserlohner Kreisanzeiger und Zeitung[1]

## Sportliche Erfolge
| Datum/Jahr    | Platz | Wettbewerb               | Austragungsort | Distanz | Zeit     | Bemerkung                                                                                     |
| ------------- | ----- | ------------------------ | -------------- | ------- | -------- | --------------------------------------------------------------------------------------------- |
| 4. Nov. 2007  | 4     | DUV-DM 50 km Straßenlauf | Bottrop        | 50 km   | 4:08:22  | Siegerin der Altersklasse WHK, 3. der Deutschen Meisterschaften beim Bottroper Herbstwaldlauf |
| 2005          | 1     | Rund um die Steinmühle   | Marburg        | 50 km   | 3:59:26  | Deutsche Meisterin im 50-km-Lauf                                                              |
| 14. Juni 2003 |       | Bieler Lauftage          | Biel           | 100 km  | 10:23:29 | Siegerin der Altersklasse W20 beim 100-km-Lauf                                                |
| 2. Nov. 2003  | 5     | DUV-DM 50 km Straßenlauf | Bottrop        | 50 km   | 4:04:14  | Siegerin der Altersklasse W-JUN beim Bottroper Herbstwaldlauf                                 |

| Datum/Jahr    | Platz | Wettbewerb                              | Austragungsort       | Zeit     | Bemerkung                                      |
| ------------- | ----- | --------------------------------------- | -------------------- | -------- | ---------------------------------------------- |
| 28. Aug. 2021 | 1     | Menden Cross-Triathlon                  | Menden               | 02:30:56 | NRW-Meisterin im Cross-Triathlon               |
| 18. Aug. 2019 | 1     | Allgäu Triathlon                        | Immenstadt im Allgäu | 02:28:58 | Siegerin neben Jan Frodeno bei den Männern     |
| 21. Juli 2017 | 2     | Gegen-den-Wind-Triathlon                | Sankt Peter-Ording   | 02:04:15 | Zweite hinter Hanna Winckler                   |
| 20. Aug. 2016 | 1     | Möhnesee-Triathlon                      | Möhnesee             | 02:22:56 | Neuer Streckenrekord auf der Kurzdistanz       |
| 9. Aug. 2015  | 1     | Mainfranken-Triathlon                   | Kitzingen            | 02:14:04 | Tag des Hitzerekordes mit 40,3 °C in Kitzingen |
| 30. Aug. 2007 | 14    | ITU Triathlon World Championship W25-29 | Hamburg              | 02:22:04 | in der Klasse 25–29                            |
| 16. Juni 2007 | 21    | Alpen-Triathlon                         | Schliersee           | 02:32:49 | ITU Triathlon European Cup                     |

| Datum/Jahr    | Platz | Wettbewerb                       | Austragungsort       | Zeit     | Bemerkung |
| ------------- | ----- | -------------------------------- | -------------------- | -------- | --- |
| 19. März 2022 | 13    | Ironman 70.3 Lanzarote           | Lanzarote            | 05:04:27 | |
| 3. Okt. 2021  | 7     | Half-Challenge Salou             | Salou                | 04:10:38 | |
| 8. Aug. 2021  | 6     | Ironman 70.3 Gdynia              | Gdynia               | 04:38:47 | |
| 24. Apr. 2021 | 12    | Challenge Gran Canaria           | Mogán                | 04:33:55 | |
| 25. Aug. 2019 | 12    | Trans Vorarlberg Triathlon       | Bregenz/Lech         | 04:29:55 | |
| 9. Juni 2019  | 3     | Bonn-Triathlon                   | Bonn                 | 03:09:27 | |
| 20. Okt. 2018 | 7     | Challenge Paguera-Mallorca       | Paguera              | 04:41:56 | |
| 10. Juni 2018 | 1     | Bonn-Triathlon                   | Bonn                 | 03:10:31 | erfolgreiche Titelverteidigung                                                                                                |
| 18. Juni 2017 | 5     | Half Challenge Heilbronn         | Heilbronn            | 04:57:30 | auf der Halbdistanz |
| 11. Juni 2017 | 1     | Bonn-Triathlon                   | Bonn                 | 03:12:12 | erfolgreiche Titelverteidigung                                                                                                |
| 6. Aug. 2016  | 1     | Ironman 70.3 Otepää              | Otepää               | 04:36:02 | erster Sieg in einem Ironman-70.3-Rennen                                                                                      |
| 12. Juni 2016 | 1     | Bonn-Triathlon                   | Bonn                 | 03:15:47 | Das Rennen musste witterungsbedingt als Duathlon ausgetragen werden (15 km Laufen, 60 km Radfahren und 7,5 km Laufen).        |
| 22. Mai 2016  | 4     | Ironman 70.3 Barcelona           | Calella              | 04:53:12 | hinter der Schweizer Siegerin Emma Bilham                                                                                     |
| 17. Okt. 2015 | 3     | Challenge Paguera Mallorca       | Paguera              | 04:40:16 | |
| 14. Juni 2015 | 2     | Bonn-Triathlon                   | Bonn                 | 03:11:15 | Zweite nach einem Zielsprint hinter der Dänin Tine Holst                                                                      |
| 9. Mai 2015   | 7     | Ironman 70.3 Mallorca            | Alcúdia              | 04:38:32 | |
| 14. Sep. 2014 | 5     | Ironman 70.3 Rügen               | Binz                 | 04:36:34 | Duathlon – das Schwimmen wurde auf Grund des Seegangs durch einen 5-km-Lauf ersetzt                                           |
| 31. Aug. 2014 | 6     | Ironman 70.3 Zell am See-Kaprun  | Zell am See          | 04:45:14 | |
| 15. Juni 2014 | 7     | Challenge Kraichgau              | Kraichgau            | 04:41:24 | Vierte bei der Deutschen Meisterschaft auf der Mitteldistanz                                                                  |
| 10. Mai 2014  | 7     | Ironman 70.3 Mallorca            | Alcúdia              | 04:38:47 | |
| 11. Aug. 2013 | 21    | Ironman 70.3 Germany             | Wiesbaden            | 05:07:18 | Ironman-EM Halbdistanz: Platz 2 und somit Vizeeuropameisterin in der AK 30-34 und Qualifikation für die Ironman-WM auf Hawaii |
| 11. Mai 2013  | 16    | Ironman 70.3 Mallorca            | Alcúdia              | 04:45:59 | Platz 1 der AK 30-34 |
| 13. Okt. 2010 | 24    | Ironman 70.3 World Championships | Clearwater (Florida) | 04:29:28 | Platz 6 der AK 25-29 |
| 6. Juni 2010  | 7     | Ironman 70.3 Switzerland         | Rapperswil-Jona      | 04:47:18 | Siegerin der Altersklasse 25-29 mit Qualifikation für die Ironman-70.3-WM im Oktober                                          |
| 7. Sep. 2008  | 5     | Ironman 70.3 Monaco              | Monaco               | 05:14:04 | 5. Platz der Altersklasse 25-29                                                                                               |
| 3. Sep. 2006  | 5     | Ironman 70.3 Monaco              | Monaco               | 05:22:51 | 5. Platz der Altersklasse 25-29                                                                                               |

| Datum/Jahr    | Platz | Wettbewerb                    | Austragungsort    | Zeit     | Bemerkung                                                                                     |
| ------------- | ----- | ----------------------------- | ----------------- | -------- | --------------------------------------------------------------------------------------------- |
| 5. Juni 2022  | 6     | Ironman Hamburg               | Hamburg           | 09:33:09 | 5. Rang Ironman European Championships                                                        |
| 16. Okt. 2021 | 8     | Ironman Mallorca              | Alcudia           | 09:24:57 | 25. Langdistanz                                                                               |
| 15. Aug. 2021 | 9     | Ironman Finland               | Kuopio-Tahko      | 09:35:07 | Erstaustragung / 9. Platz der Europameisterschaft der Frauen                                  |
| 5. Sep. 2020  | 1     | Austria-Triathlon             | Podersdorf        | 08:49:02 | Die Strecken waren zu kurz: Rad 177 km, Lauf 39 km                                            |
| 22. Sep. 2019 | 3     | Challenge Madrid              | Madrid            | 10:17:59 |                                                                                               |
| 13. Aug. 2017 | 5     | Ironman Hamburg               | Hamburg           | 09:52:03 | Start bei der Erstaustragung – 5. Platz W-PRO                                                 |
| 29. Apr. 2017 | 1     | Challenge Taiwan              | Taitung           | 09:25:51 | Siegerin auf der Langdistanz                                                                  |
| 8. Okt. 2016  | 27    | Ironman Hawaii                | Hawaii            | 10:01:01 | Ironman World Championship; drittbeste deutsche Profi-Athletin                                |
| 3. Juli 2016  | 5     | Ironman Germany               | Frankfurt am Main | 09:18:58 | Ironman European Championship; mit neuer persönlicher Bestzeit                                |
| 10. Apr. 2016 | 6     | Ironman South Africa          | Port Elizabeth    | 09:35:36 | als beste Deutsche                                                                            |
| 13. Sep. 2015 | 7     | Ironman Wales                 | Tenby             | 10:49:01 |                                                                                               |
| 12. Juli 2015 | 10    | Challenge Roth                | Roth              | 09:40:38 | Fünfte bei der Deutschen Meisterschaft auf der Langdistanz – hinter der Siegerin Anja Beranek |
| 23. Mai 2015  | 5     | Ironman Lanzarote             | Lanzarote         | 10:44:40 | [ 9 ]                                                                                         |
| 7. Juni 2014  | 11    | Ironman Germany               | Frankfurt am Main | 09:27:59 | Ironman-Europameisterschaft                                                                   |
| 12. Okt. 2013 | 45    | Ironman Hawaii                | Hawaii            | 09:57:20 | Ironman World Championship, 7. Platz AK 30-34                                                 |
| 28. Juli 2013 | 17    | Ironman Switzerland           | Zürich            | 10:26:43 | 3. Rang AK 30-34                                                                              |
| 5. Aug. 2012  | 2     | Ostseeman                     | Glücksburg        | 09:44:04 | hinter Almuth Grüber                                                                          |
| 15. Apr. 2012 | 2     | Strongman All Japan Triathlon | Miyako            | 09:01:42 | 3 km Schwimmen, 155 km Radfahren und 42,2 km Laufen                                           |
| 8. Okt. 2011  | 106   | Ironman Hawaii                | Hawaii            | 10:41:25 | Ironman World Championship, 26. Platz in der AK 30-34                                         |
| 7. Aug. 2011  | 7     | Norseman Xtreme Triathlon     | Eidfjord          | 14:38:04 | Langdistanz (in 2011 mit 200 km Radstrecke) mit Finish auf einem 1800 m hohen Gipfel          |
| 11. Apr. 2011 | 13    | Ironman South Africa          | Port Elizabeth    | 10:14:13 | Siegerin der Altersklasse und Qualifikation zur Ironman World Championship 2011               |
| 10. Okt. 2009 | 1418  | Ironman Hawaii                | Hawaii            | 13:49:56 | 40. Platz AK 25-29; Marathon musste verletzungsbedingt gegangen werden                        |
| 20. Apr. 2008 | 9     | Strongman All Japan Triathlon | Miyako            | 09:34:41 | [ 14 ]                                                                                        |
| 13. Okt. 2007 | 42    | Ironman Hawaii                | Hawaii            | 11:12:10 | 18 Rang der AK 25-29                                                                          |
| 7. Aug. 2007  | 11    | Ironman Austria               | Klagenfurt        | 09:58:51 | Siegerin der AK 25-29 und Qualifikation zur Ironman World Championship 2007                   |
| 2. Juli 2006  | 26    | Challenge Roth                | Roth              | 10:44:16 | 6. Platz AK 25-29                                                                             |